# Амага (Колумбия)
Амага (исп. Amagá) — город и муниципалитет на севере Колумбии, на территории департамента Антьокия. Входит в состав субрегиона Юго-западная Антьокия.

## История
Поселение, из которого позднее вырос город, было основано 4 августа 1788 года. Муниципалитет Амага был выделен в отдельную административную единицу в 1812 году.

## Географическое положение

Муниципалитет Амага

Город расположен в южной части департамента, в гористой местности Центральной Кордильеры, к востоку от реки Каука, на расстоянии приблизительно 21 километра к юго-западу от Медельина, административного центра департамента. Абсолютная высота — 1575 метров над уровнем моря.

Муниципалитет Амага граничит на севере с муниципалитетом Анхелополис, на востоке — с муниципалитетом Кальдас, на юго-востоке — с муниципалитетом Фредония, на юге — с муниципалитетом Венесия, на западе — с муниципалитетом Титириби. Площадь муниципалитета составляет 78 км².

## Население
По данным Национального административного департамента статистики Колумбии, совокупная численность населения города и муниципалитета в 2012 году составляла 28 897 человек.
Динамика численности населения муниципалитета по годам:
| 2005   | 2006   | 2007   | 2008   | 2009   | 2010   | 2011   | 2012   |
| ------ | ------ | ------ | ------ | ------ | ------ | ------ | ------ |
| 27 155 | 27 455 | 27 709 | 27 950 | 28 192 | 28 433 | 28 664 | 28 897 |

Согласно данным переписи 2005 года мужчины составляли 49,9 % от населения Амаги, женщины — соответственно 51 %. В расовом отношении белые и метисы составляли 99,7 % от населения города; негры, мулаты и райсальцы — 0,3 %.
Уровень грамотности среди населения старше 15 лет составлял 90,3 %.

## Экономика
Основу экономики Амаги составляют сельскохозяйственное производство и добыча угля. На территории муниципалитета выращивают кофе, сахарный тростник, табак, бананы, маниок и другие культуры.

49,4 % от общего числа городских и муниципальных предприятий составляют предприятия торговой сферы, 33,9 % — предприятия сферы обслуживания, 7,2 % — промышленные предприятия, 9,5 % — предприятия иных отраслей экономики.

## Известные уроженцы
- Бетанкур Куартас, Белисарио — президент Колумбии с 7 августа 1982 по 7 августа 1986.